# Saint-Cirq-Souillaguet
Saint-Cirq-Souillaguet település Franciaországban, Lot megyében. Lakosainak száma 172 fő (2022. január 1.). Saint-Cirq-Souillaguet Gourdon, Saint-Chamarand, Saint-Clair, Soucirac és Le Vigan-en-Quercy községekkel határos.

## Népesség
A település népessége az elmúlt években az alábbi módon változott:
| Lakosok száma | 133  | 141  | 134  | 140  | 151  | 159  | 159  | 163  | 165  | 172  |
|               | 1968 | 1982 | 1990 | 2006 | 2013 | 2015 | 2017 | 2019 | 2020 | 2022 |